# Ciénaga Grande de Santa Marta
Ciénaga Grande de Santa Marta är en lagun i Colombia.   Den ligger i departementet Magdalena, i den norra delen av landet, 700 km norr om huvudstaden Bogotá. Ciénaga Grande de Santa Marta ligger 1 meter över havet. Arean är 730 kvadratkilometer.